# Ley de Ordenación de la Edificación de España
La Ley de Ordenación de la Edificación, también conocida por sus siglas LOE, es la legislación sobre edificación vigente en España desde 1999. Surgió para definir unos requisitos básicos en la edificación, que posteriormente fueron desarrollados reglamentariamente por el Código Técnico de la Edificación.
Determina sus ámbitos de aplicación y las competencias y obligaciones de los agentes de la edificación

## Exigencias técnicas y administrativas de la edificación
Con el fin de garantizar la seguridad de las personas, el bienestar de la sociedad y la protección del medio ambiente, los edificios deberán proyectarse, construirse, mantenerse y conservarse de tal forma que se satisfagan los requisitos básicos siguientes:
- Relativos a la funcionalidad:
Utilización, de tal forma que la disposición y las dimensiones de los espacios y la dotación de las instalaciones faciliten la adecuada realización de las funciones previstas en el edificio.

- Accesibilidad, de tal forma que se permita a las personas con movilidad y comunicación reducidas el acceso y la circulación por el edificio en los términos previstos en su normativa específica.

- Acceso a los servicios de telecomunicación, audiovisuales y de información de acuerdo con lo establecido en su normativa específica.

- Relativos a la seguridad:

- Seguridad estructural, de tal forma que no se produzcan en el edificio, o partes del mismo, daños que tengan su origen o afecten a la cimentación, los soportes, las vigas, los forjados, los muros de carga u otros elementos estructurales, y que comprometan directamente la resistencia mecánica y la estabilidad del edificio.
Seguridad en caso de incendio, de tal forma que los ocupantes puedan desalojar el edificio en condiciones seguras, se pueda limitar la extensión del incendio dentro del propio edificio y de los colindantes y se permita la actuación de los equipos de extinción y rescate.
Seguridad de utilización, de tal forma que el uso normal del edificio no suponga riesgo de accidente para las personas.
- Relativos a la habitabilidad:
Higiene, salud y protección del medio ambiente, de tal forma que se alcancen condiciones aceptables de salubridad y estanqueidad en el ambiente interior del edificio y que este no deteriore el medio ambiente en su entorno inmediato, garantizando una adecuada gestión de toda clase de residuos.
Protección contra el ruido, de tal forma que el ruido percibido no ponga en peligro la salud de las personas y les permita realizar satisfactoriamente sus actividades.
Ahorro de energía y aislamiento térmico, de tal forma que se consiga un uso racional de la energía necesaria para la adecuada utilización del edificio.
Otros aspectos funcionales de los elementos constructivos o de las instalaciones que permitan un uso satisfactorio del edificio.

El Código Técnico de la Edificación es el marco normativo que establece las exigencias básicas de calidad de los edificios y de sus instalaciones, de tal forma que permite el cumplimiento de los anteriores requisitos básicos.
El proyecto es el conjunto de documentos mediante los cuales se definen y determinan las exigencias técnicas de las obras. El proyecto habrá de justificar técnicamente las soluciones propuestas de acuerdo con las especificaciones requeridas por la normativa técnica aplicable.
La construcción de edificios, la realización de las obras que en ellos se ejecuten y su ocupación precisará las preceptivas licencias y demás autorizaciones administrativas procedentes, de conformidad con la normativa aplicable.
Constituye el Libro del Edificio:
- El proyecto, con la incorporación, en su caso, de las modificaciones debidamente aprobadas.
- Al menos, el acta de recepción (del constructor al promotor y aceptada por este), la relación identificativa de los agentes que han intervenido durante el proceso de edificación, así como la relativa a las instrucciones de uso y mantenimiento del edificio y sus instalaciones, de conformidad con la normativa que le sea de aplicación.

El Libro será entregado a los usuarios finales del edificio.

## Ámbito de aplicación
Es de obligado cumplimiento al proceso de edificación, entendiendo por tal la acción y el resultado de construir un edificio de carácter permanente, público o privado. Se consideran comprendidas en la edificación sus instalaciones fijas y el equipamiento propio, así como los elementos de urbanización que permanezcan adscritos al edificio.
Es de aplicación a:
- Obras de nueva planta, excepto aquellas construcciones de escasa entidad constructiva y sencillez técnica que no tengan, de forma eventual o permanente, carácter residencial ni público y se desarrollen en una sola planta.
- Obras de ampliación, modificación, reforma o rehabilitación que alteren la configuración arquitectónica de los edificios, entendiendo por tales las que tengan carácter de intervención total o las parciales que produzcan una variación esencial de la composición general exterior, la volumetría, o el conjunto del sistema estructural, o tengan por objeto cambiar los usos característicos del edificio.
- Obras que tengan el carácter de intervención total en edificaciones catalogadas o que dispongan de algún tipo de protección de carácter ambiental o histórico-artístico, regulada a través de norma legal o documento urbanístico y aquellas otras de carácter parcial que afecten a los elementos o partes objeto de protección.

## Tipos de uso
Se definen tres grupos de usos para las edificaciones:
Grupo a): usos administrativos, sanitarios, religiosos, residenciales en todas sus formas, docentes y culturales.
Grupo b): usos aeronáuticos; agropecuarios; de la energía; de la hidráulica; mineros; de telecomunicaciones (referidos a la ingeniería de telecomunicación); de los transportes terrestres, marítimos, fluviales y aéreos; forestal; industrial; naval; de la ingeniería del saneamiento e higiene, y accesorios a las obras de ingeniería y a sus explotaciones.
Grupo c): todas las demás edificaciones cuyos usos no estén expresamente relacionados en los grupos anteriores. El resto.
En función de estos usos, las labores de Proyecto y Dirección de Obra quedan reservadas a unas titulaciones u otras. Así, por ejemplo, las edificaciones del Grupo A exclusivamente pueden ser proyectadas y dirigidas por Arquitectos.

## Agentes de la edificación
La ley define 8 agentes, cada uno con sus obligaciones y responsabilidades:
- Promotor: decide, impulsa, programa y financia la obra. Habitualmente también se denomina La Propiedad.
- Proyectista: realiza los documentos de proyecto.
- Constructor: asume el compromiso de ejecutar la obra. Habitualmente también se denomina Contratista.
- Director de obra (DO): Dirige el desarrollo de la obra en sus aspectos estéticos, técnicos y urbanísticos.
- Director de ejecución de obra: Dirige la ejecución material de la obra. Junto con el director de obra y el coordinador de seguridad y salud conforman la dirección facultativa de la obra.
- Entidades y laboratorios de control de calidad: prestan asistencia técnica en la verificación de la calidad del proyecto, de los materiales y de la obra ejecutada.
- Suministrador de productos: fabricantes, almacenistas, importadores o vendedores de productos de construcción.
- Propietarios y usuarios.

## Competencias
La ley establece la titulación requerida para poder ejercer cada una de las funciones, según el uso de la edificación:
- Para edificaciones tipo a):
  - Proyectista: Arquitecto.
  - Director de obra (DO): Arquitecto (no tiene por qué ser el mismo que el proyectista).
  - Director de ejecución de obra (DEO): Arquitecto técnico.
- Para edificaciones tipo b):
  - Proyectista: Arquitecto, ingeniero o ingeniero técnico, determinado por las disposiciones legales vigentes para cada profesión.
  - Director de obra (DO): Los anteriores (según sus competencias). Si es arquitecto, el DEO obligatoriamente tiene que ser arquitecto técnico.
  - Director de ejecución de obra (DEO): Todos (según sus competencias).
- Para edificaciones tipo c):
  - Proyectista: Arquitecto, Arquitecto técnico, Ingeniero o Ingeniero técnico.
  - Director de obra (DO): Todos (según sus competencias).
  - Director de ejecución de obra (DEO): Todos (según sus competencias).